# Potentilla ozjorensis
Potentilla ozjorensis är en rosväxtart som beskrevs av G.A. Peschkova. Potentilla ozjorensis ingår i Fingerörtssläktet som ingår i familjen rosväxter. Inga underarter finns listade i Catalogue of Life.